# Bad Gandersheim
Bad Gandersheim is een stad in de Duitse deelstaat Nedersaksen, gelegen in het Landkreis Northeim. De stad telt 9.492 inwoners.

## Geografie
Bad Gandersheim heeft een oppervlakte van 90,85 km² en ligt in het noorden van Duitsland, 7 km ten oosten van Kreiensen en 13 km ten westen van Seesen aan de rand van het Harzgebergte. De plaats heet naar de erdoorheen stromende Gande, een 20 km lange zijbeek van de Leine.
Rondom Bad Gandersheim strekken zich enige heuvelruggen uit, o.a. de Heber in het noordoosten en de Helleberg ten noordwesten van Bad Gandersheim. De streek ten oosten van Bad Gandersheim is de oude gouw Ambergau. De grootste stad in de omgeving is Hildesheim, 40 km noordwaarts.

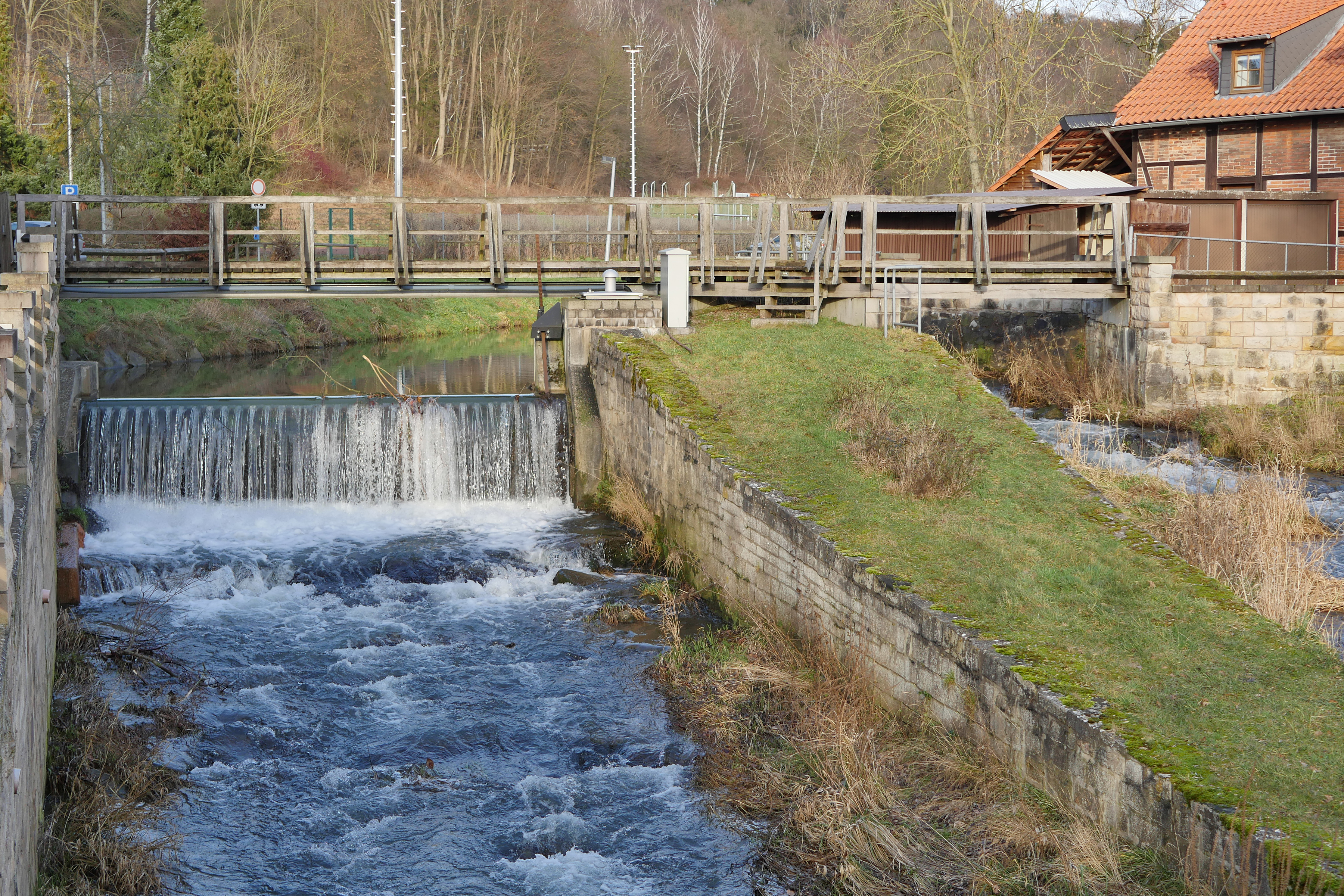
Stuw in de beek Gande te Bad Gandersheim
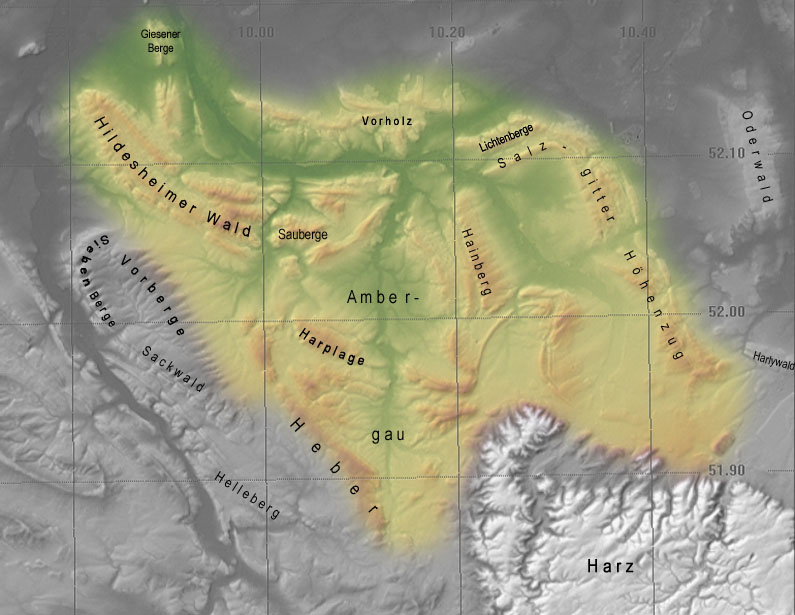
Ligging van de Ambergau en haar omgeving
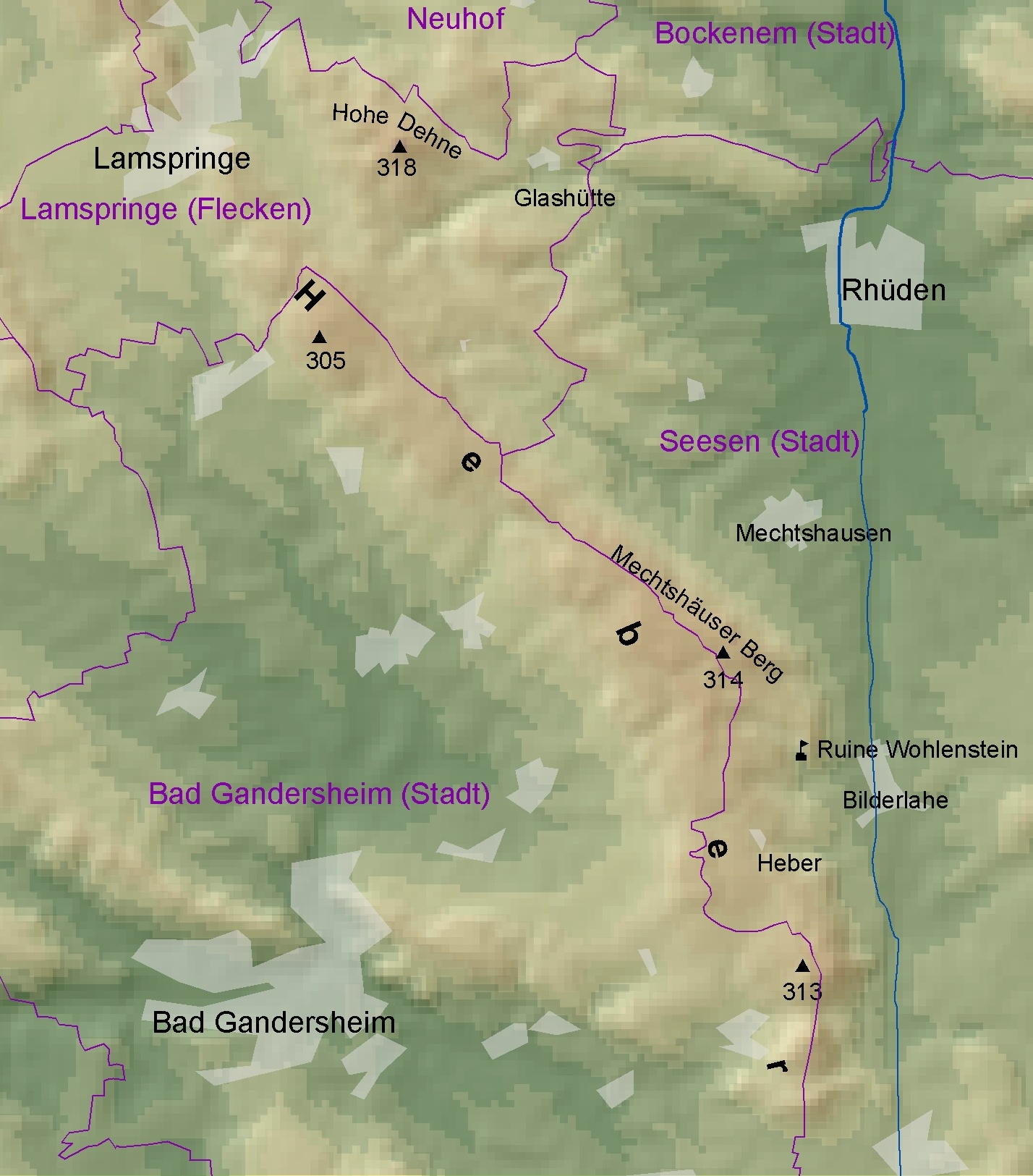
De heuvelrug Heber
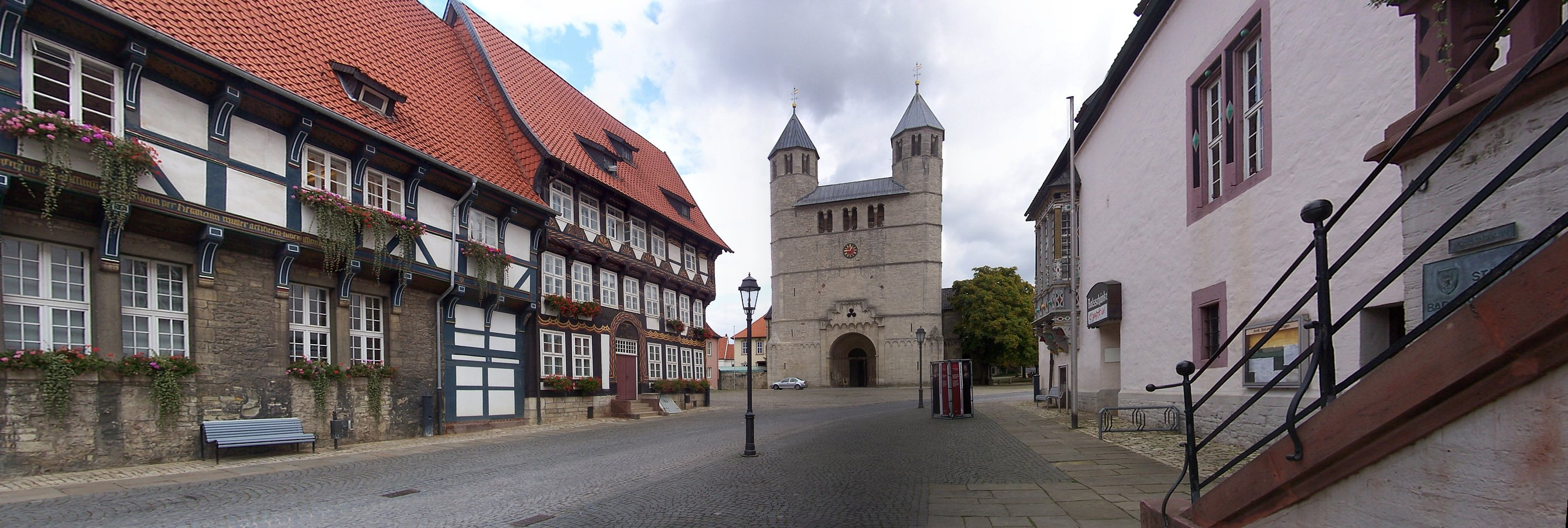
Markt van Bad Gandersheim

### Buurgemeentes
- In het westen: Einbeck, o.a. het spoorwegknooppunt Kreiensen
- In het zuiden: Kalefeld
- In het noorden: Lamspringe
- In het oosten: Seesen

## Stadsdelen
De gemeente bestaat uit de kernstad Bad Gandersheim, met de noordelijke wijk Brunshausen, die in het verre verleden een aparte kloostergemeenschap  was, en verder uit de volgende 15 stadsdelen, alle kleine dorpen: 
- Ackenhausen (6 km NO; 280; 1007)
- Altgandersheim (5 km N, aan de grote weg naar Hildesheim; 461; 1007)
- Clus-Brunshausen (2-4 km NW; Clus: ca. 100; klooster Clus: 1127; klooster Brunshausen: 9e eeuw)

- Dankelsheim (5 km NNW ; 310; 1129)
- Dannhausen (6 km O, aan de B64; 270; 1007)
- Ellierode (5 km ZO; 150)

- Gehrenrode (8 km N, en slechts 3 km ten Z van Lamspringe; 220; dit dorpje is enigszins toeristisch ontwikkeld)
- Gremsheim (direct ten O van Altgandersheim; 185; 1007)
- Hachenhausen (5 km O; 210; 1007; gekenmerkt door een groot landhuis, dat particulier bewoond wordt)

- Harriehausen (6 km OZO; 689)
- Heckenbeck (5 km WNW, hemelsbreed 1 km ten O van de Leine; 505; 12e eeuw
- Helmscherode (6½ km N; 140; 1382)

- Seboldshausen (3 km O, aan de B64; 230; met grote camping)
- Wolperode (5 km NO; 160; 15e eeuw)
- Wrescherode (direct ten ZO van de stad; 585; 1261)

Tussen haakjes vermeld de situering t.o.v. het centrum van Bad Gandersheim (NO= ten noordoosten van het centrum van Bad Gandersheim, enz.), en het aantal inwoners en het jaartal van de oudste schriftelijke vermelding, doorgaans ontleend aan de pagina's per stadsdeel, die op de website van de gemeente Bad Gandersheim staan.

## Infrastructuur

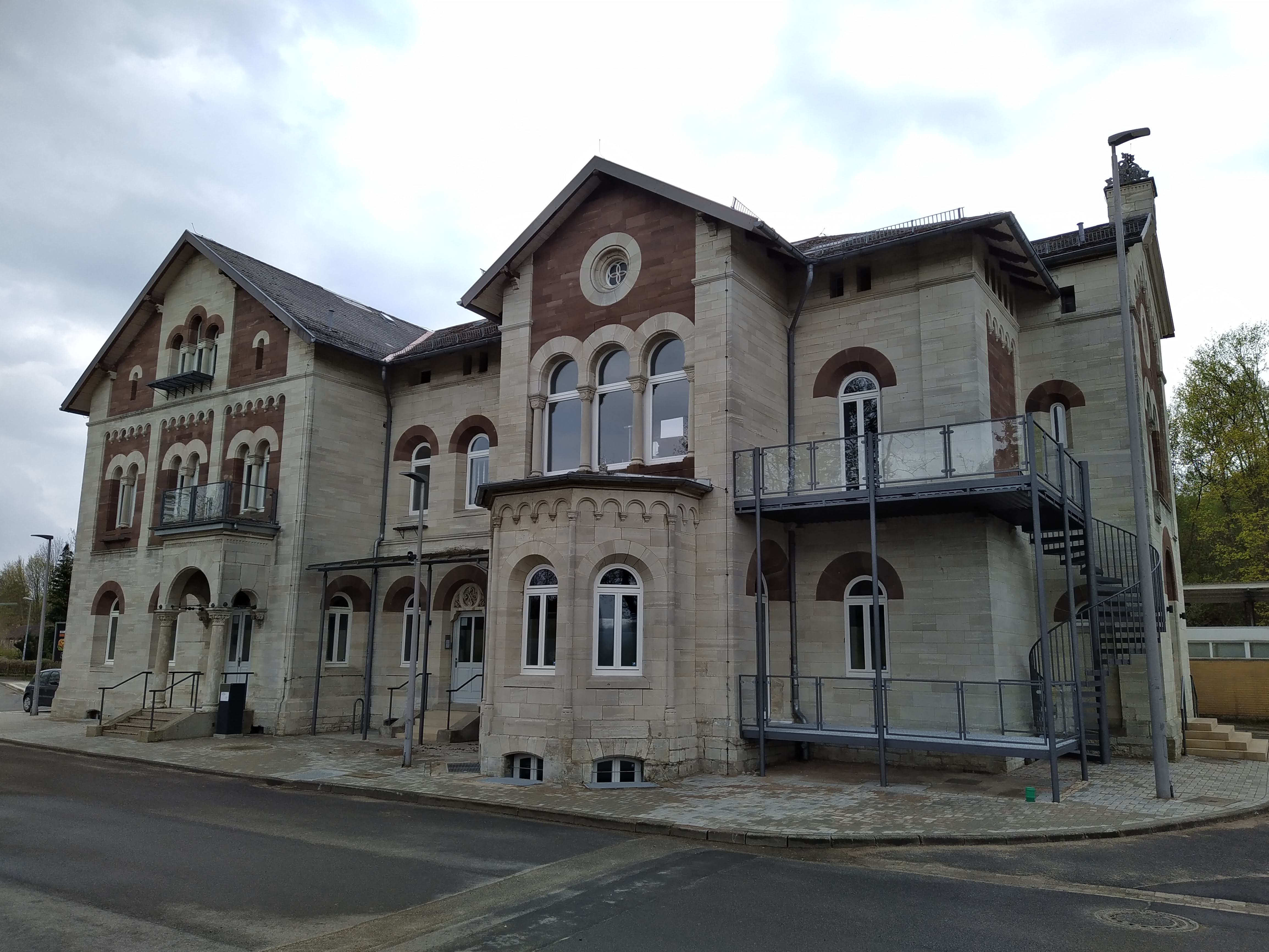
Het station
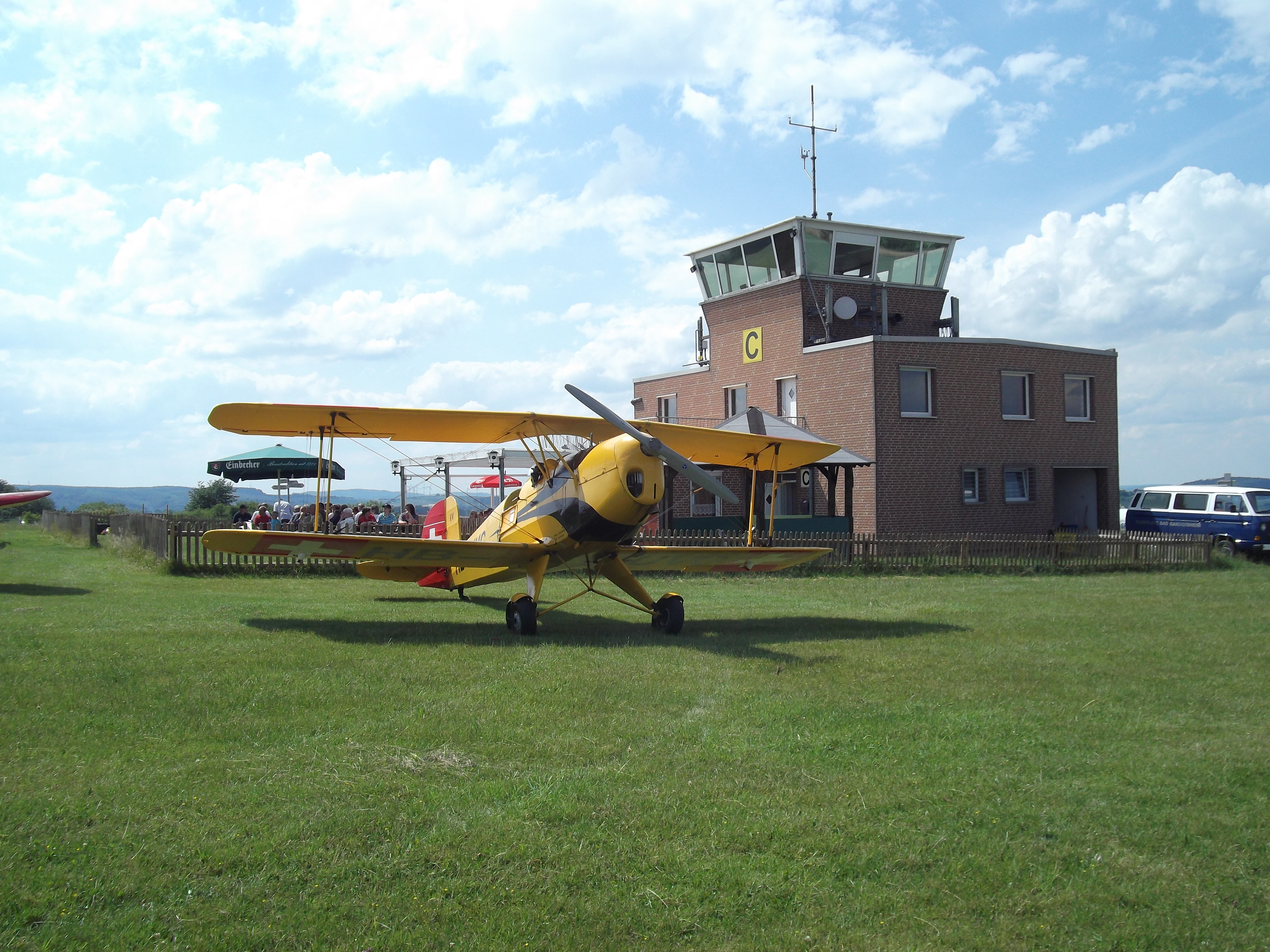
Het vliegveldje

- Auto: Bundesautobahn 7, afrit 67 Seesen en dan ca. 10 km westwaarts over de Bundesstraße 64.
- Trein en bus: Bad Gandersheim heeft een treinstation aan de lijn van Freden aan de Leine naar Kreiensen; zie: Spoorlijn Helmstedt - Holzminden. Bij het station ligt een ZOB (busstation), vertrekpunt van enige school- en streekbuslijnen, o.a. naar Lamspringe.
- Er is op 1 km ten zuiden van het stadje een klein vliegveld voor hobby- en sportvliegtuigjes.

## Economie
Vanwege de aantrekkelijke omgeving, dicht bij het Harzgebergte en enkele fraai beboste heuvelruggen, en de talrijke bezienswaardige kerk- en kloostergebouwen is het toerisme de belangrijkste bron van inkomsten van de gemeente.
Bad Gandersheim is een kuuroord en beschikt zodoende over verscheidene instellingen voor gezondheidszorg, waaronder drie, fraai in de bossen direct ten oosten van de stad gelegen, kleine ziekenhuizen met in totaal 600 bedden, behorend tot de commerciële Paracelsus-Kliniken. Deze zijn eigendom van Zwitserse institutionele beleggers. Daarnaast bezit Bad Gandersheim nog een algemeen ziekenhuis, waarvan de afdelingen orthopedie en verloskunde een zeer goede naam hebben.
In de stad staat een middelgrote glasfabriek en een fabriek van metalen buizen voor waterafvoer. Daarnaast zijn er talrijke ondernemingen gevestigd, die als midden- en kleinbedrijf van lokaal of regionaal belang gekwalificeerd kunnen worden.
Ten noordoosten en noorden van Bad Gandersheim ligt een Börde genaamde streek met vruchtbaar land, zodat de akkerbouw er nog van enig belang is.
De stad is een streekcentrum en huisvest o.a. een Amtsgericht en een regionaal belastingkantoor.

## Geschiedenis

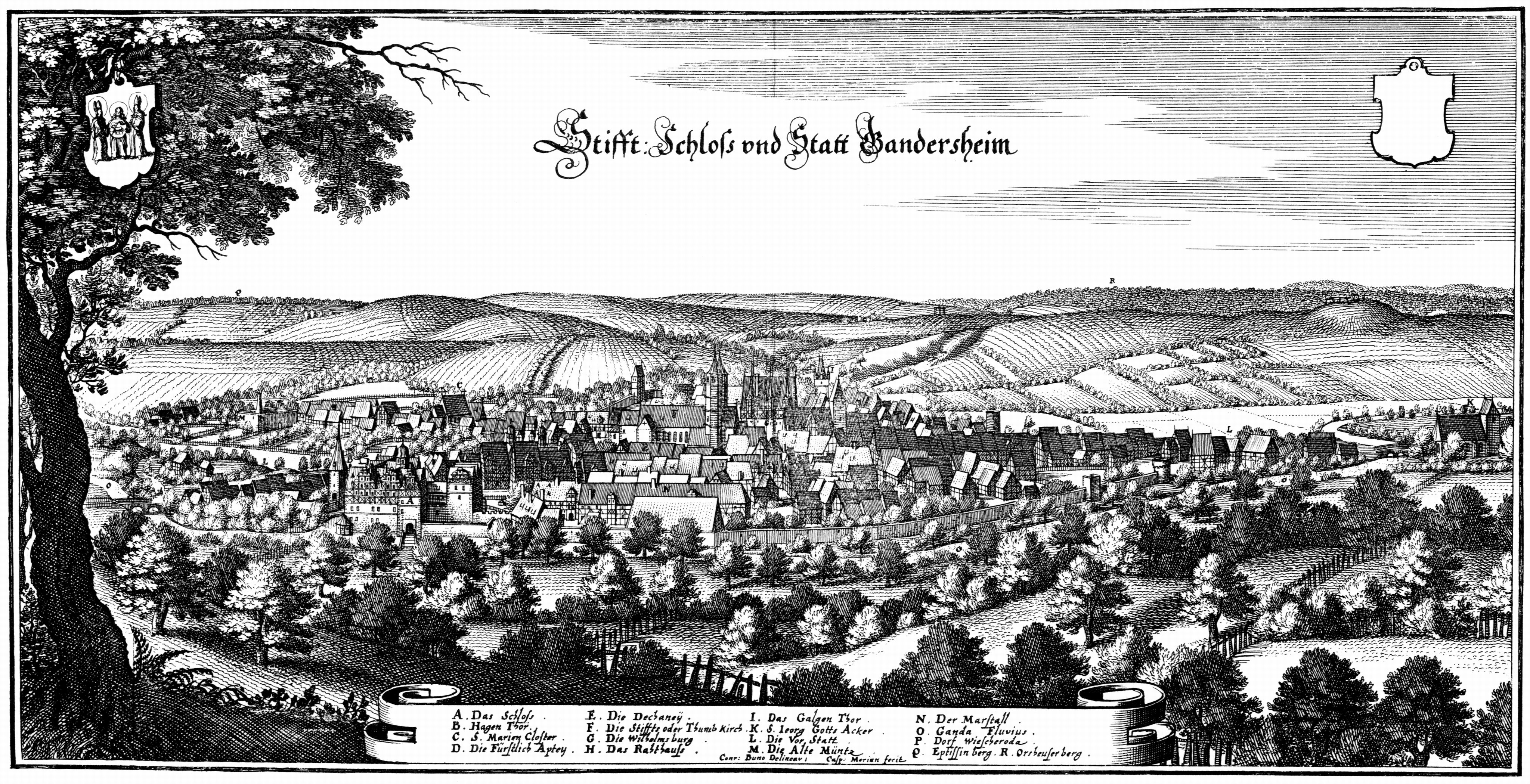
Merian-prent uit 1654 van Gandersheim

In 852 stichtte Liudolf van Saksen er de Abdij van Gandersheim, een invloedrijk stift. In 881 werd de bijbehorende stichtskerk ingewijd. In de 10e eeuw kende het stift en het eromheen ontstane plaatsje een grote bloeitijd. De beroemde dichteres Hroswitha van Gandersheim woonde toen in de abdij. Op een gegeven moment in de middeleeuwen waren er vijf kloosters in Gandersheim gevestigd.
Zo werd in de 9e eeuw werd in het naburige Brunshausen (tegenwoordig deels een noordelijke buitenwijk van het stadje, deels één Stadtteil met Clus) een benedictinesser nonnenklooster gesticht.
Keizerin Theophanu verleende Gandersheim in 990 munt-, tol- en marktrecht. In 1007 schonk de bisschop van Hildesheim, Bernward van Hildesheim, meer dan 20 landgoederen, dorpjes en boerderijen aan het Klooster Gandersheim; voor veel dorpen in de omgeving is dit de oudst bekende vermelding. In 1329 kochten de burgers van het stadje hun onderhorigheid aan het stift af en waren sindsdien vrije stadsburgers.
In de 13e eeuw werd in de stad een kasteel gebouwd, dat in de 19e eeuw verviel en waarvan nog kleine muurfragmenten bewaard zijn gebleven. Op de plaats ervan staat sinds 1895 een gerechtsgebouw en tot 2006 ook een gevangenis.
In 1878 werd Gandersheim een kuuroord en mocht zich Bad Gandersheim gaan noemen. Er waren namelijk als geneeskrachtig beschouwde, keukenzouthoudende bronnen ontdekt.
In oktober 1944 werd in het gebouw van het klooster Brunshausen door de nazi's een concentratiekamp (KZ Bad Gandersheim) ingericht. Het was een buitenkamp (Außenlager) van het kamp Buchenwald bij Weimar. Dwangarbeiders moesten er onder onmenselijke omstandigheden vliegtuigonderdelen voor de Heinkel-vliegtuigfabrieken maken. Tot de gevangenen hier behoorde de Franse schrijver Robert Antelme, die er in zijn boek De menselijke soort verslag van deed. Ook zijn vrouw, Marguerite Duras, schreef hier een boek over. Het kamp werd in april 1945 opgeheven. De overgebleven gevangenen moesten een dodenmars maken naar Dachau. Slechts 180 à 200 gevangenen overleefden dit. Kort voor de bevrijding heeft de SS tussen Bad Gandersheim en Clus nog 40 gevangenen in een bos bijeengedreven en vermoord.  Een ander werkkamp voor Oost-Europese vrouwelijke krijgsgevangenen ontstond rondom de in 1935 opgerichte Gandersheimer Flachsröste GmbH, met de grootste rootakker voor vlas van geheel Duitsland. De vlasvezels werden verwerkt tot o.a. parachutes voor de Fallschirmjäger, die o.a. op 10 mei 1940 Nederland en België aanvielen.
In de periode 1946-1950 vond een stadsuitbreiding plaats. Deze was nodig, omdat veel Heimatvertriebene, Duitsers, die het Pools geworden Silezië hadden moeten verlaten, in de stad een nieuw onderkomen hadden gekregen, en huizen nodig hadden.
In maart 1974 vonden gemeentelijke herindelingen plaats. Bij die gelegenheid werden de dorpen Ackenhausen, Altgandersheim, Clus, Dankelsheim, Dannhausen, Ellierode, Gehrenrode, Gremsheim, Hachenhausen, Harriehausen, Heckenbeck, Helmscherode, Seboldshausen, Wolperode en Wrescherode, die voordien zelfstandige gemeentes waren, onderdeel van Bad Gandersheim.

## Bezienswaardigheden
- De in 881 in romaanse stijl gebouwde stichtskerk St. Anastasius en St. Innocentius, bijgenaamd de Gandersheimer Dom, met twee torens, is in gebruik bij de evangelisch-lutherse gemeente van de stad. Tot het interieur behoren twee laatgotische altaarstukken van houtsnijwerk, beide daterend van rond 1500. Een is gewijd aan de Drie Koningen, het andere aan Maria.
- Het klooster Brunshausen, dat deels nog in de oorspronkelijke staat bewaard is gebleven, en de bijbehorende voormalige kloosterkerk, herbergen een omvangrijk museum met de naam Portal zur Geschichte (Portaal naar de geschiedenis). Het uit de stichtskerk van Bad Gandersheim verwijderde Bartholomeüs-altaar uit 1520 behoort tot de collectie kerkelijke kunst van het museum. Het museumgedeelte in de voormalige kerk heeft 'sterke vrouwen' als thema.
- Van klooster Brunshausen leidt een 12 km lange beeldenroute (wandel- en fietspad met sculpturen e.d. erlangs over een voormalig spoorlijntje) noordwaarts naar Lamspringe met zijn kloostercomplex.
- Ook de Sint-Joriskerk in Bad Gandersheim ( 15e-16e eeuw, toren 12e eeuw) is bezienswaardig. Ze wordt kerkelijk alleen nog voor rouwdiensten gebruikt, en verder als concertzaal.
- In het stadje staat een raadhuis in renaissancestijl.
- In het centrum van de plaats staan enige oude vakwerkhuizen.
- Enige kilometers in noordwestelijke richting ligt het dorpje Clus met een zeer bezienswaardige kerk die vroeger deel uitmaakte van een klooster. Deze bezit onder andere een altaarstuk dat van rond het jaar 1500 dateert.
- De plaats is een kuuroord, dus er zijn een aantal faciliteiten voor kuurgasten, waaronder een kuurpark aan de oostkant van het centrum.
- Bij het stadsdeel Gremsheim staat nog het restant van een speciale, zeldzame variant van de rode beuk, een Fagus sylvatica var. Suentelensis Schelle (1903) syn. Fagus sylvatica var. Tortuosa Willk. (1887) of Süntelbeuk. Deze zgn. Kopfbuche is het grootste exemplaar van deze boomsoort ter wereld.

## Belangrijke personen in relatie tot de gemeente

### Geboren

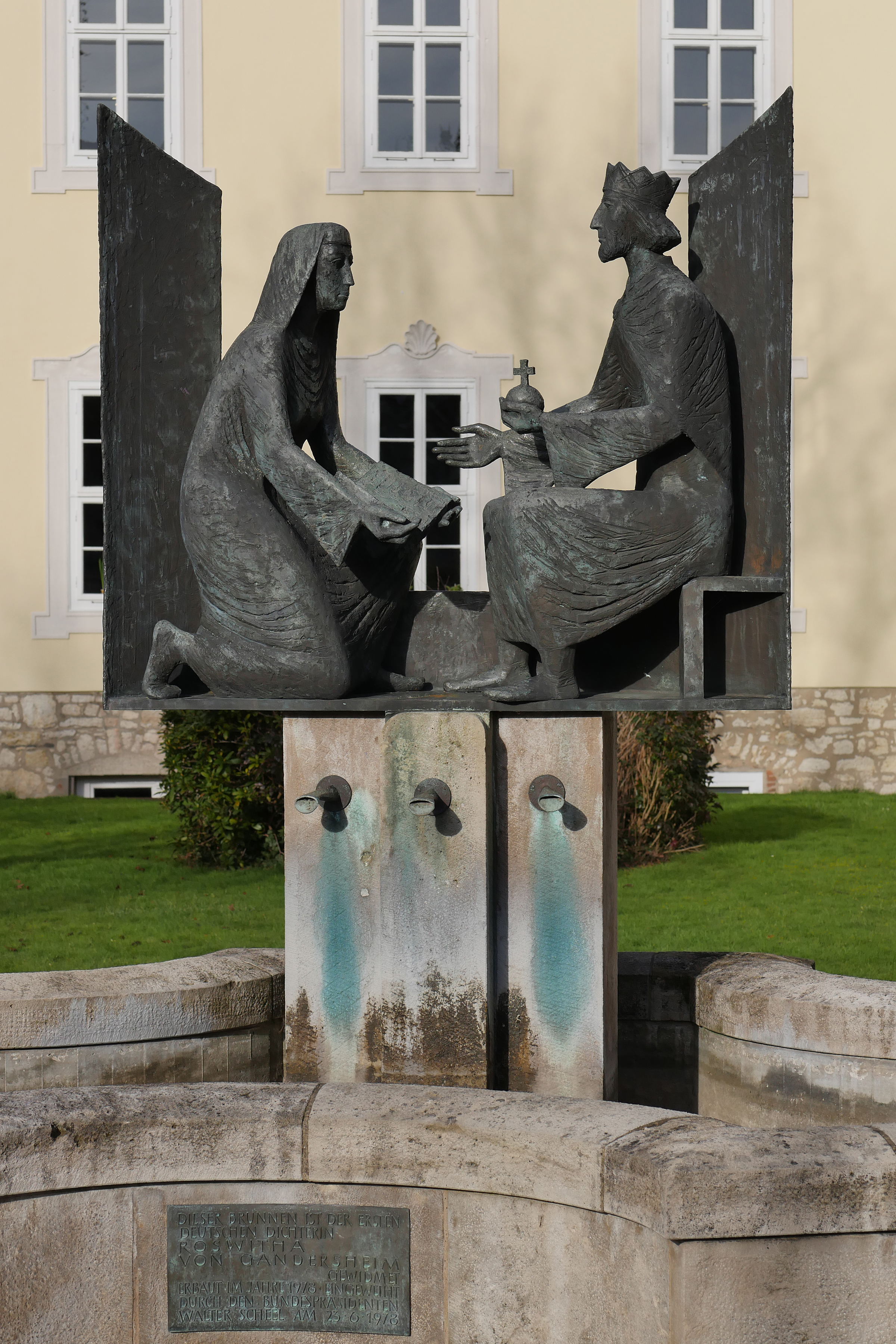
Gedenkteken Hroswitha van Gandersheim

- Hroswitha van Gandersheim (ca. 935 - ca. 1010), Duits kanunnikes en schrijfster uit het sticht Gandersheim
- Wilhelm Keitel (Helmscherode, 22 september 1882 – Neurenberg, 16 oktober 1946, na de Processen van Neurenberg opgehangen), een van de belangrijkste Duitse militairen gedurende de Tweede Wereldoorlog
- Herbert Otto Gille (1897-1966), SS-generaal

### Overigen
- Hendrik II van Beieren (circa 951 - Sticht Gandersheim, 26 augustus 995), bijgenaamd de Twistzieke, was van 955 tot 976 en van 985 tot aan zijn dood hertog van Beieren en van 989 tot aan zijn dood hertog van Karinthië. Hij behoorde tot het huis der Liudolfingen.

## Galerij

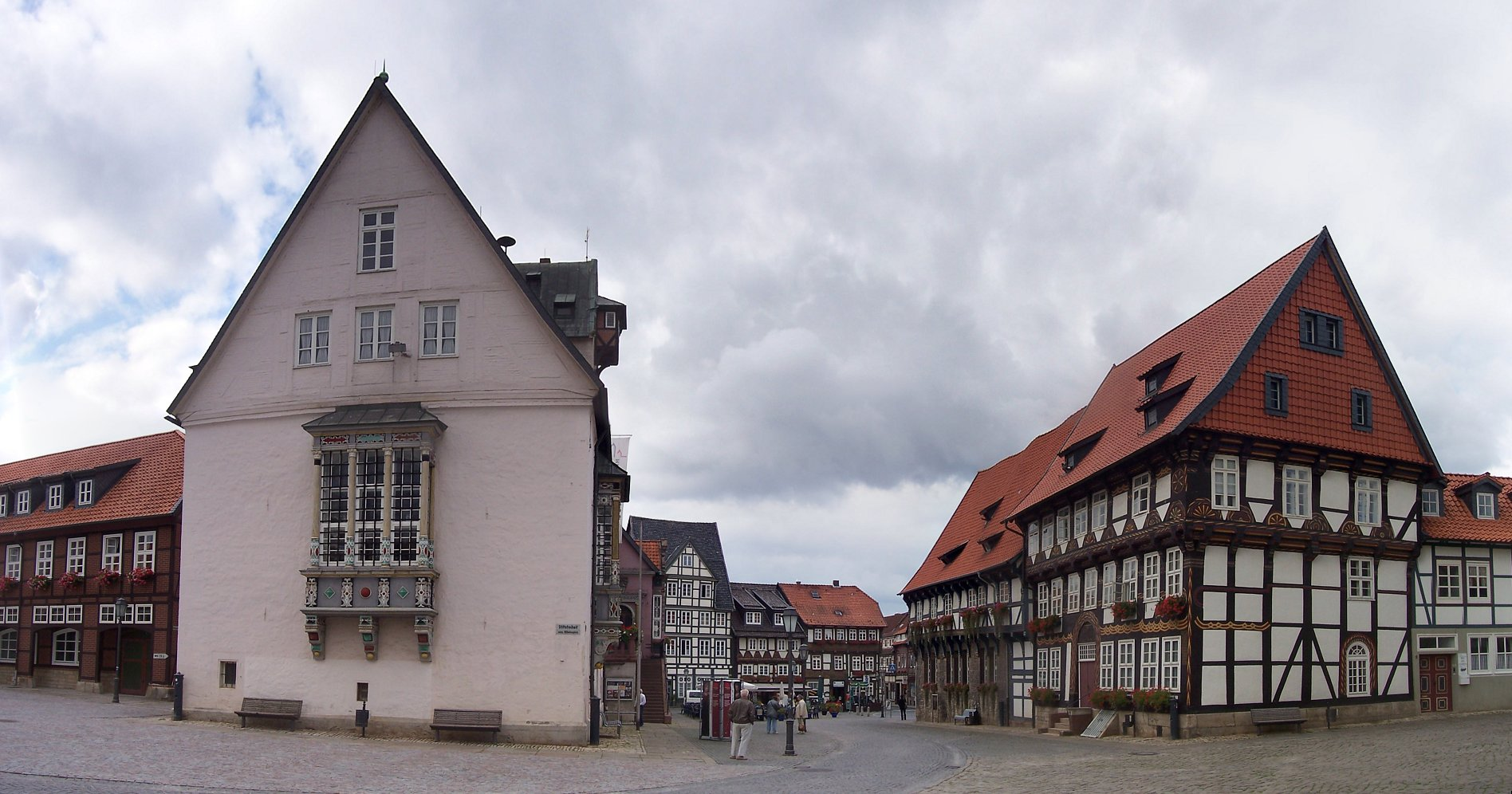
Centrum: v.l.n.r. stadhuis, marktplein, Huis Bracken (1473) en rechts vooraan het Rickesche Haus
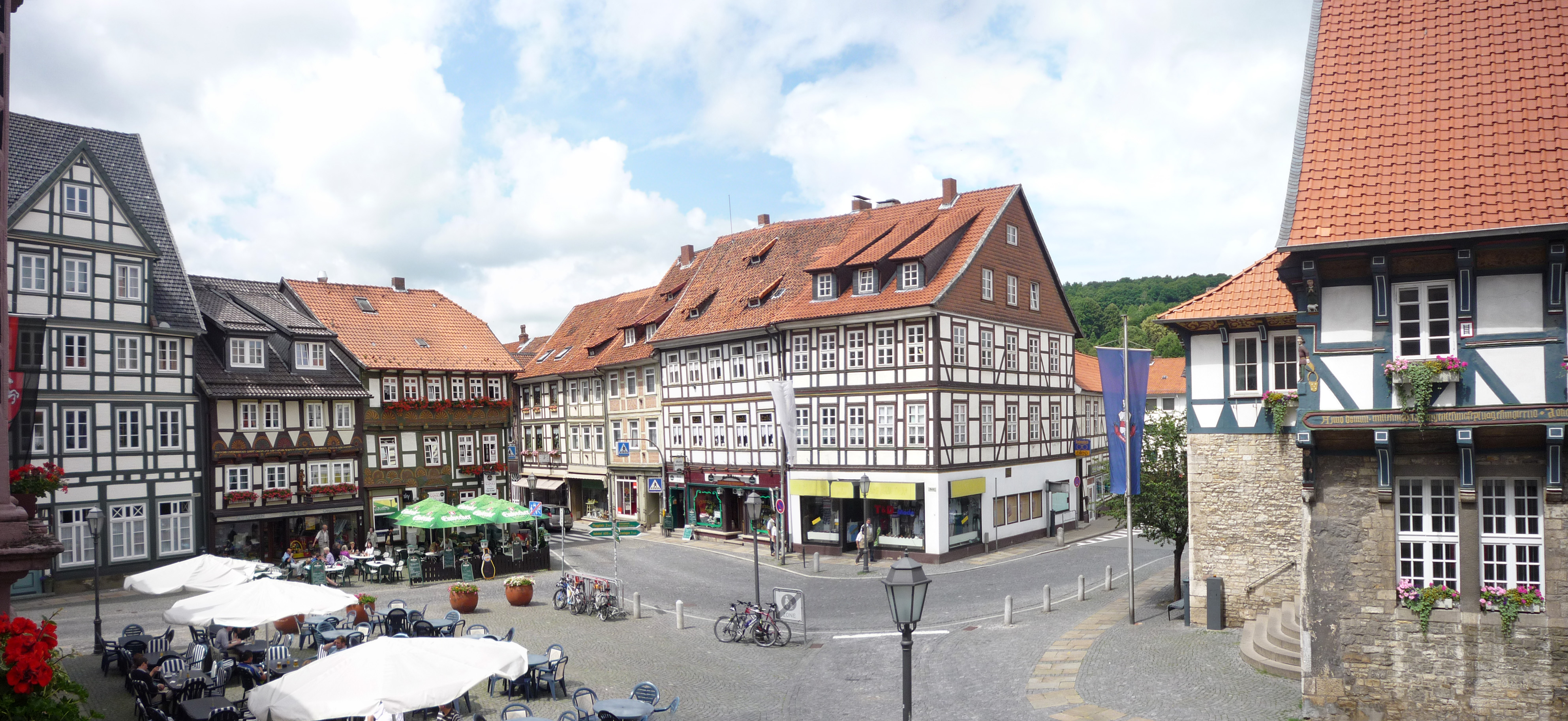
Marktplein
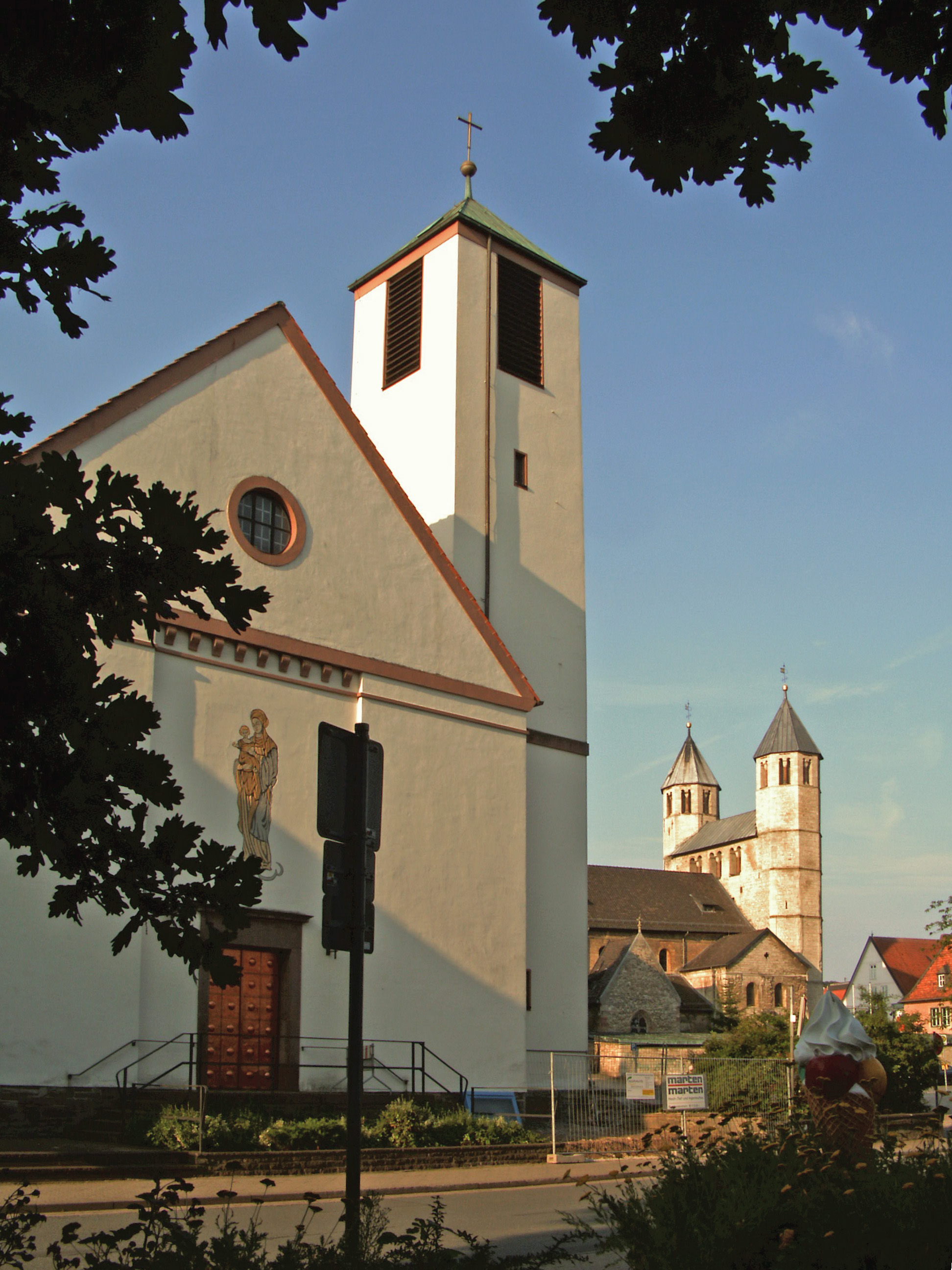
R.K. kerk te Bad Gandersheim, op de achtergrond de Gandersheimer Dom
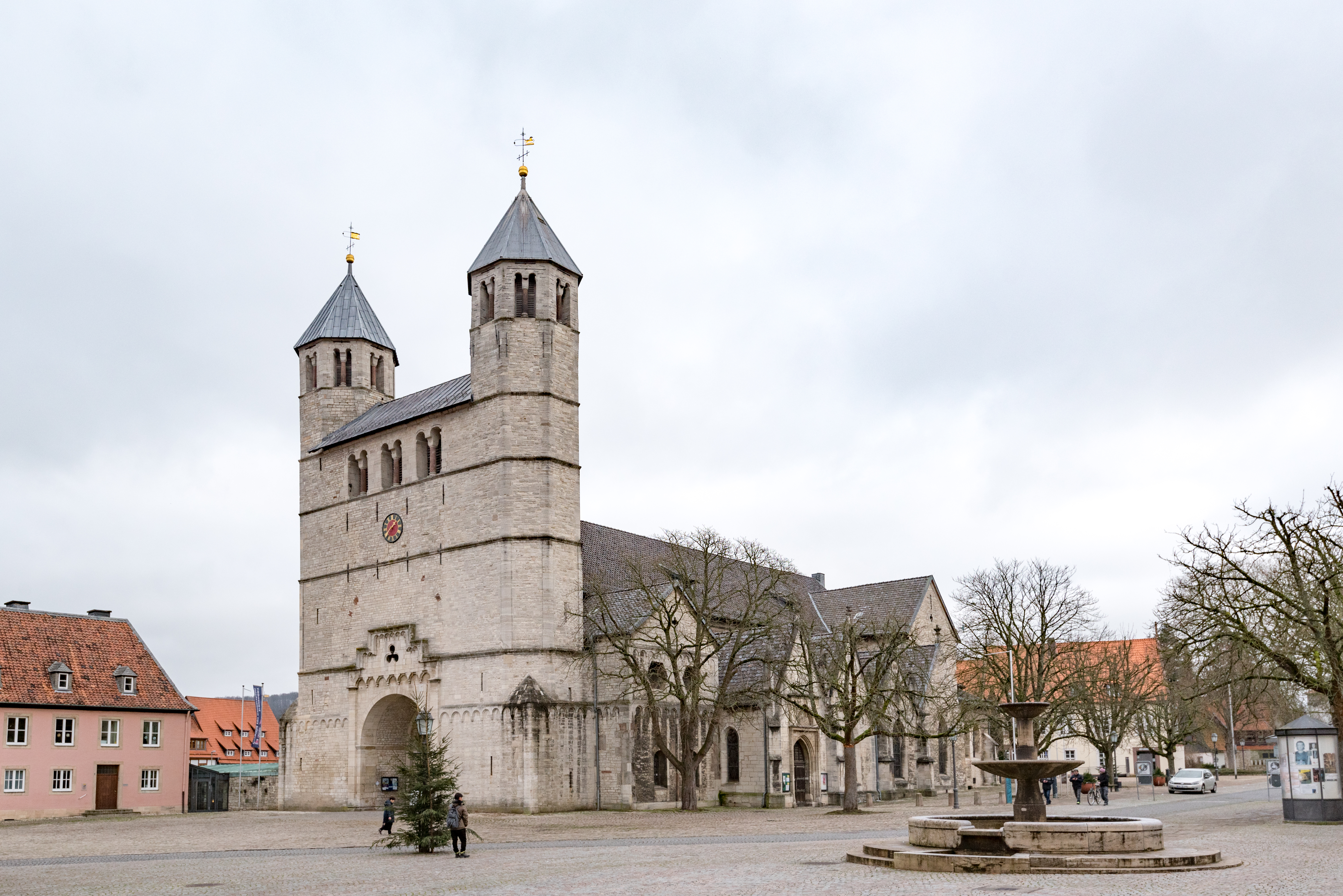
Evang.-lutherse kerk Stiftskirche St. Anastasius und St. Innocentius of Gandersheimer Dom
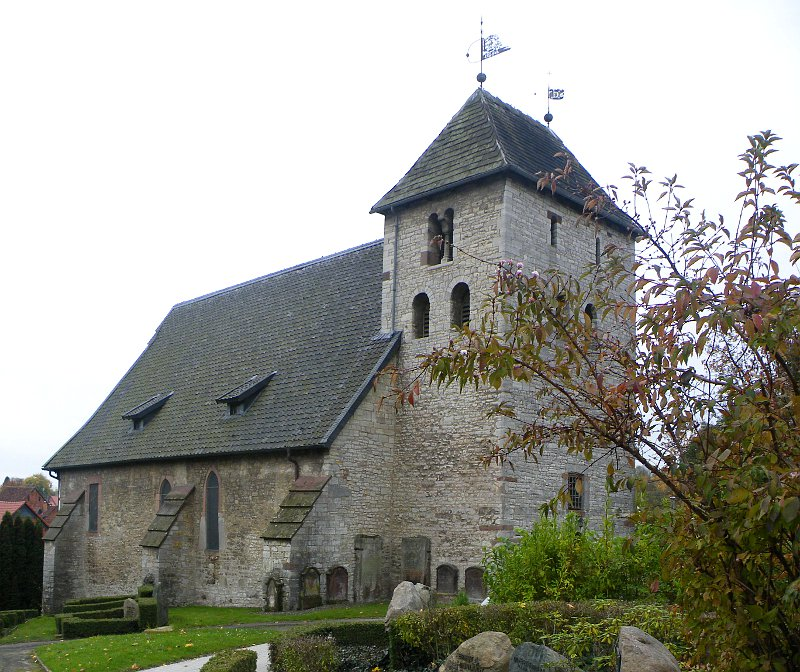
Sint-Joriskerk
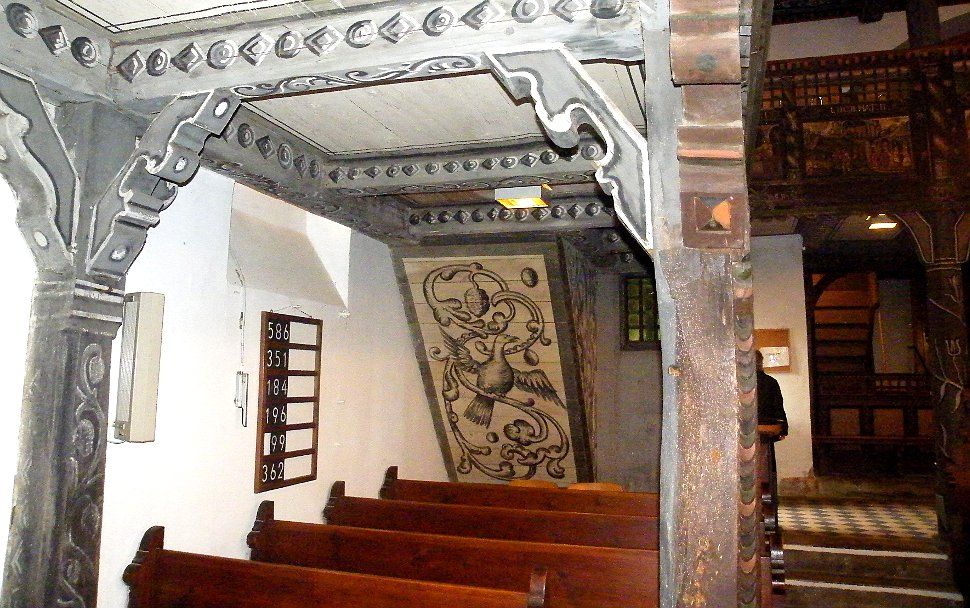
Interieur Sint-Joriskerk, detail
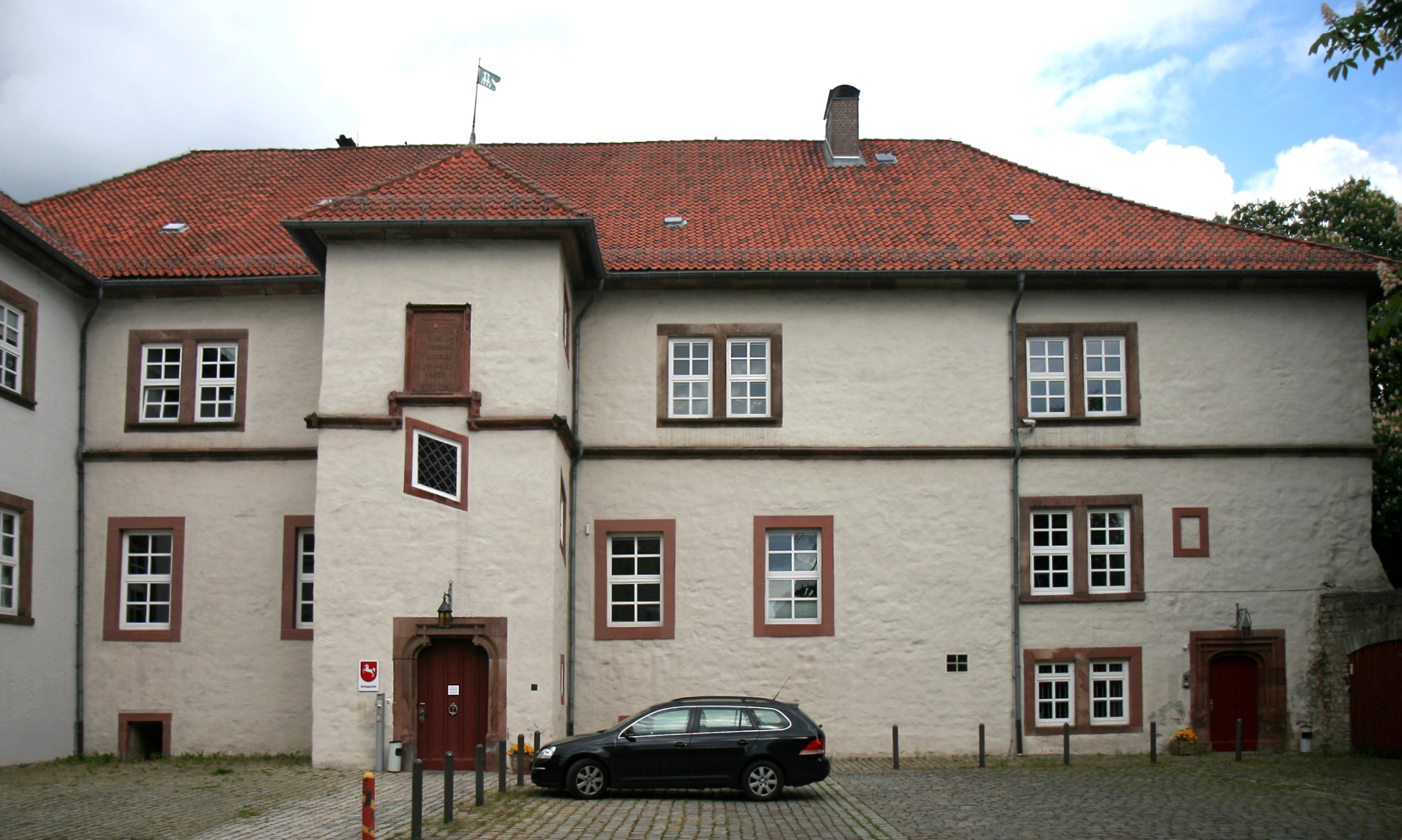
V.m. kasteel Gandersheim, in gebruik als  Amtsgericht
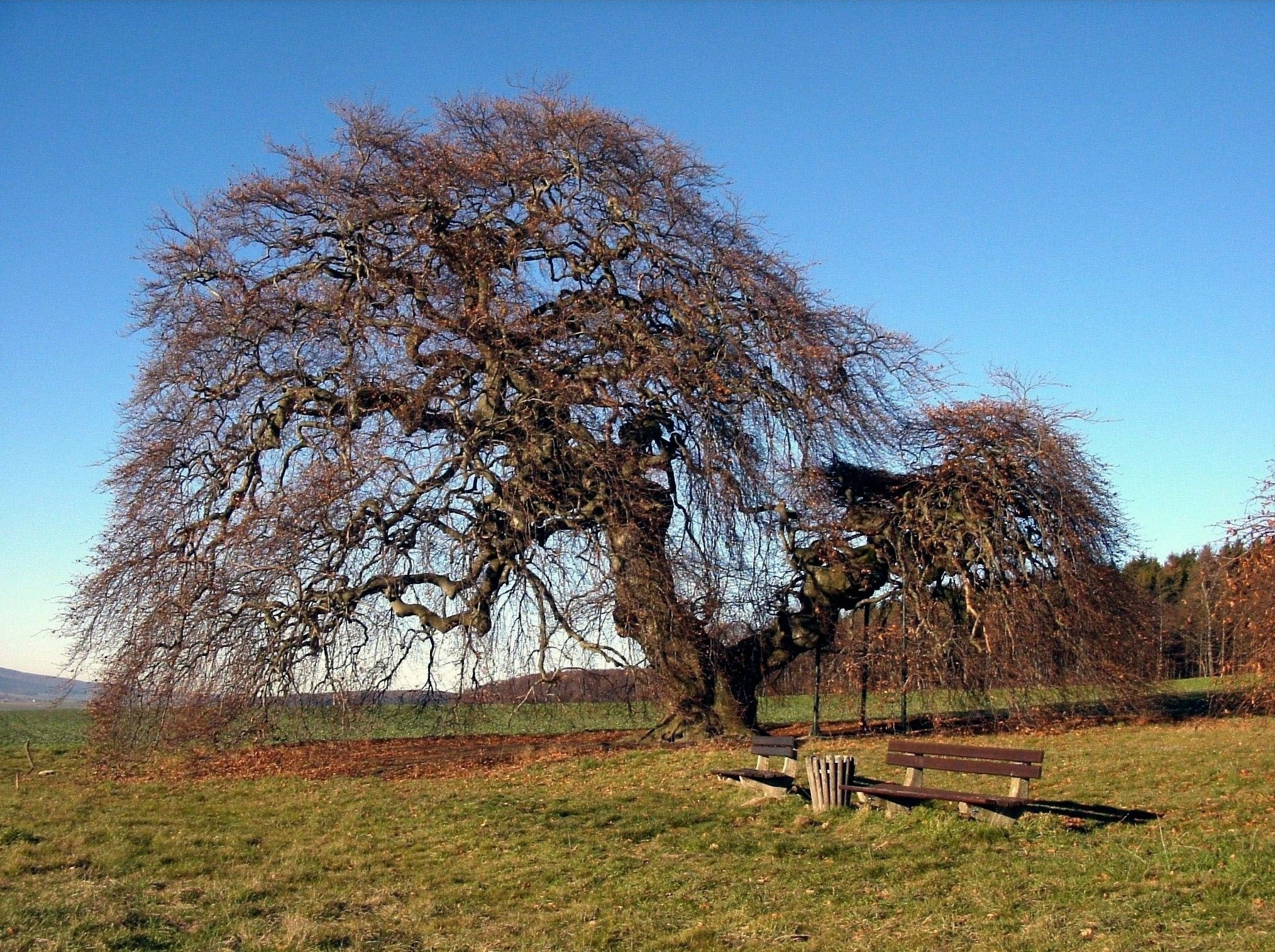
De Süntelbeuk "Kopfbuche" bij Gremsheim, voordat de boom in 2006 gedeeltelijk omviel
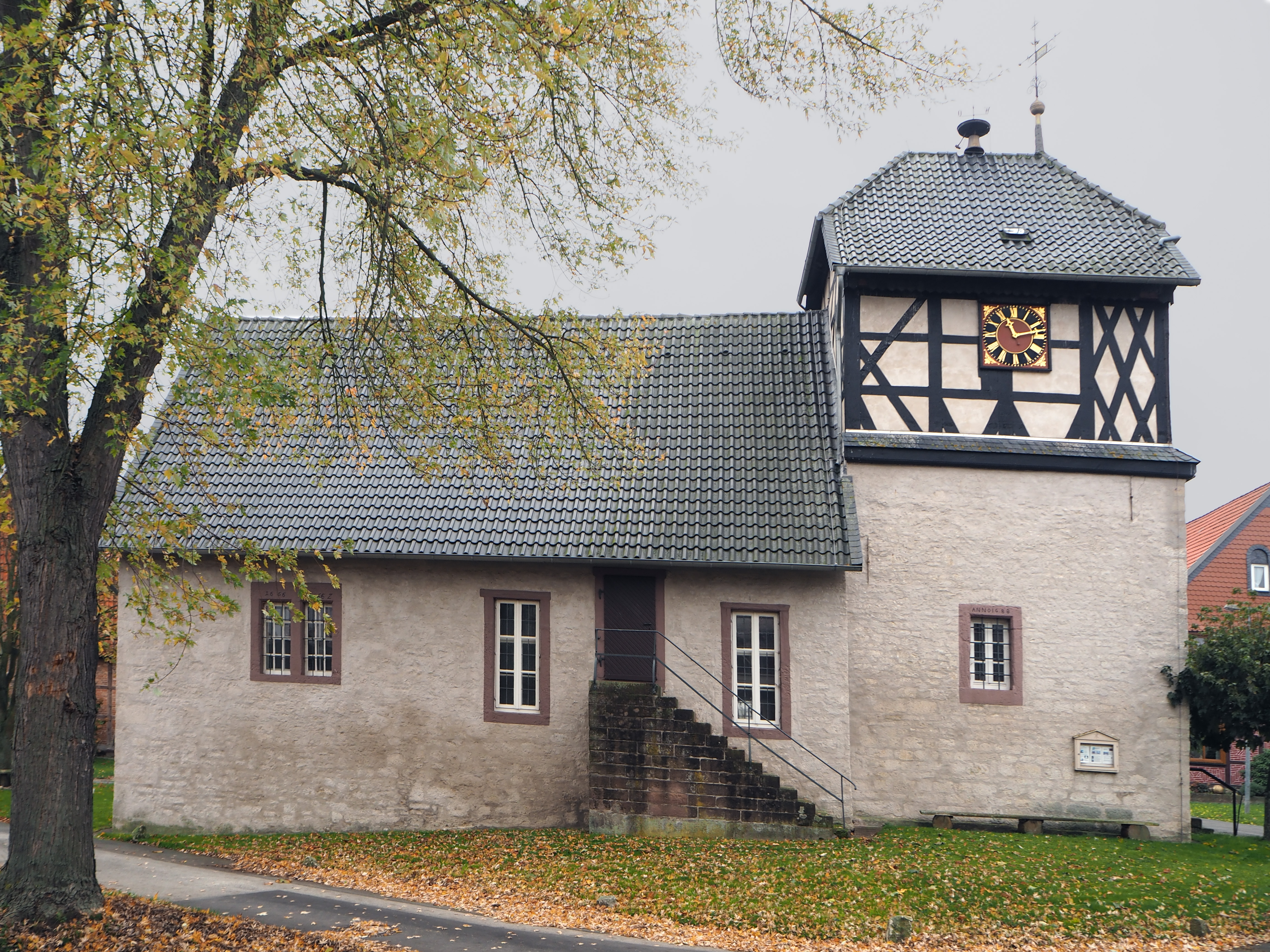
Kerkje te Wolperode (gebouwd plm. 1500)

## Sport en recreatie
Deze plaats is gelegen aan de Europese wandelroute E11, die loopt van Den Haag naar Tallinn Estland, alsmede aan de internationale lange-afstandsfietsroute Euro-Route R1.

## Partnergemeenten
Er bestaan jumelages met:
- Rotselaar (België)
- Skegness (Engeland).

- Bibliothèque nationale de France: cb123005877 (data)
- Gemeinsame Normdatei: 4019218-0
- Library of Congress Control Number: n82023917
- MusicBrainz: 87255da8-047b-404f-b2a1-2c1573d10c6f
- Nationale Bibliotheek van Tsjechië: ge810080
- Nationale Bibliotheek van Israël: 987007557474805171
- Virtual International Authority File: 126687086
- WorldCat: E39PBJcGjFkfkkymVTKG8BtHYP

Bad Gandersheim · 
Bodenfelde · 
Dassel · 
Einbeck · 
Hardegsen · 
Kalefeld · 
Katlenburg-Lindau · 
Moringen · 
Nörten-Hardenberg · 
Northeim · 
Uslar